# Панов Ігор Андрійович
Панов Ігор Андрійович — радянський композитор.

## З життєпису
Народився 17 грудня 1958 р. у Магнітогорську. Вчився на композиторському факультеті Харківського інституту мистецтв у класі Дмитра Клебанова. Закінчив Київську консерваторію (1984, клас М. Дремлюги).
Автор музики до фільмів: «Циклон» (1988), «Савраска» (1989, т/ф), «В далеку путь» (1989).
З 1990-х живе у Франції.